# Stregkode
En stregkode er en visuel repræsentation af information på en overflade med henblik på maskinaflæsning. Stregkoder bestod oprindeligt alene af en række streger, men i nyere form kan de i stedet bestå af punkter. En fordel ved stregkoden er at den kan trykkes på eksisterende medier med eksempelvis blæk og derfor er meget billig at benytte.
Stregkoder kan blandt andet anvendes til effektiv lagerstyring, opdeling i varegrupper, prismærkning, mærkning af bøger, sundhedskort mv. 

Koder der fungerer som de almindelige stregkoder kan også forekomme som mønstre af prikker, som koncentriske cirkler og skjult i billeder.

Stregkoder kan aflæses af optiske skannere – stregkodelæsere – eller skannes fra et billede med specielle programmer.

Stregkoder kan også bruges til automatisk datafangst og derved øge hastigheden og sikkerheden ved overførsel af data til computersystemer, såkaldt Auto ID Data Capture (AIDC).
Der findes en lang række forskellige stregkoder.
Nogle steder afløses stregkoder af nyere, mere avancerede RFID-chips (Radio Frequency Identification Device), der ikke som stregkoden kan trykkes med almindeligt blæk.

## Kort stregkodehistorie
Ideen til brug stregkoder blev i slutningen af 1940'erne udviklet af Norman Joseph Woodland og Bernard Silver, der opfandt den egentlige stregkode 7. oktober 1952.[kilde mangler]
De tænkte i begyndelsen på at bruge morsealfabetet således at der ved udprintning fremkom smalle og brede bånd (bars). Senere benyttede de en såkaldt "bulls-eye" (Webside ikke længere tilgængelig) stregkode med koncentriske cirkler.
Den første stregkodelæser blev bygget af Woodland og Silver i 1952 med en 500 watt pære, men først med laseren omkring 1960 kunne stregkodelæsere fremstilles tilstrækkelig billigt, samtidig med at udviklingen af integrerede kredsløb gjorde afkodningen af den skannede stregkode mere praktisk.

## Anvendelse
EAN (stregkodesymboler) er et redskab for producenter, importører, grossister og detailhandlere i forbindelse med bl.a. lagerstyring og registrering af salg.

EAN er angivet både med tal og med en stregkode. De to første cifre angiver, i hvilket land varen er registreret, men ikke nødvendigvis hvor den er produceret (57 står for Danmark). De næste fem cifre er et markedsførernummer (for producent, importør, grossist eller detailhandler). 

Derefter følger fem cifre, som er markedsførerens interne varenummer, og det sidste ciffer er et kontrolciffer. Varens pris er ikke angivet i EAN. Markedsførernummeret tildeles af EAN-Danmark.

## Opbygning af stregkodesymbolet
Stregkoden består af en række mørke streger med lyse mellemrum. Ved at kombinere de mørke streger og de lyse mellemrum efter et ganske bestemt system – et såkaldt stregkodesymbol – gives der mulighed for at udtrykke det 13-cifrede EAN i stregkoden, der efterfølgende kan skannes med forskellig typer af skanningsudstyr. 
 
Grænsestreger og midterstreger er hjælpefunktioner ved den optiske læsning af stregkodesymbolet. Grænsestregerne i højre og venstre side giver et signal til skanneren om, at stregkodesymbolet begynder og slutter.
Midterstregerne opdeler stregkodesymbolet i to halvdele, som kan læses optisk uafhængigt af hinanden. Dette betyder at skannerens laserstråle ikke behøver at gå ubrudt gennem hele stregkodesymbolet ved læsning. Højden i forhold til bredden af den ene halvdel af stregkodesymbolet er fastlagt således, at den optiske læsning kan ske uafhængig af varens orientering. Den optiske læsning kan således ske omnidirectionelt, fra mange vinkler.

## Typer af stregkoder
De oplysninger der er indeholdt i stregkoden varierer med anvendelsen. I de simpleste tilfælde bruges et identifikationsnummer blot som indeks til en database hvor den fulde information findes og kan kaldes frem. 

EAN-13 og UPC koder som ofte bruges på almindelige detailvarer i forretningerne bruger almindeligvis denne metode.
Ønsket om at al information skulle kunne indeholdes i stregkoden, ledte til udviklingen af stregkodesymboler der ud over tal også kan bruge bogstaver og andre karakterer. Ved brug af stablede stregkoder og matrix koder blev det muligt at presse endnu mere information ind.

### Lineære stregkoder
| Navn                          |
| ----------------------------- |
| Plessey                       |
| UPC                           |
| Codabar                       |
| Interleaved 2 of 5            |
| Code 39                       |
| Code 93                       |
| Code 128                      |
| Code 128A                     |
| Code 128B                     |
| Code 128C                     |
| Code 11                       |
| EAN 2                         |
| EAN 3                         |
| EAN 13                        |
| UCC/EAN-128, EAN 128, UCC 128 |
| DUN 14                        |
| ITF 14                        |
| Pharmacode                    |
| POSTNET                       |
| PostBar                       |
| CPC Binary                    |
| Telepen                       |

### Stacked stregkoder
| Navn         |
| ------------ |
| Codablock    |
| Code 16K     |
| Code 49      |
| PDF417       |
| Micro PDF417 |

### 2D stregkoder
En matrix code, også kendt som en 2D barcode, er en to-dimensionel vej til repræsentation af information. Fungerer typisk som et link fra et fysisk objekt til den digitale verden på mobiltelefonen. Der findes mange typer af 2D stregkoder, men de mest kendte er QR (quick response), Datamatrix og EZ-koden, den sidste er indtil videre den mest udbredte i Danmark, hvor imod QR og Datamatrix mest bliver brugt i Asien.
2D stregkoder kan enten være direkte eller indirekte. De direkte 2D stregkoder indeholder URL'en direkte i koden og har derfor størrelse efter længden på URL'en. En indirekte 2D stregkode indeholder en ID, der leder brugeren til en server, der leder folk videre til indholdet. En indirekte 2D stregkodes størrelse ændrer sig derfor ikke og er derfor perfekt til print, hvor man tit ikke har meget plads at gøre godt med. Den mindste 2D stregkode på markedet er i dag EZ-koden, der kan være helt ned til 1,27 cm.
For at kunne scanne en 2D stregkode skal man have en stregkodescanner på sin mobiltelefon. Der er ikke mange telefoner, der bliver leveret med en præ-installeret stregkodescanner, men der er mange udbydere af gratis programmer.
I Danmark har firmaet Just Fair sat 2d koder på bæredygtige fødevarer og DSB har brugt det i S-togene. Derudover har Okari Mobile implementeret 2D stregkoder i bl.a. Anders And bladet hos Egmont, og præsenteret filmtrailers i magasinet Kino igennem 2D-koderne.
| Navn                                                      |
| --------------------------------------------------------- |
| 3-DI                                                      |
| Adobe LiveCycle                                           |
| ArrayTag                                                  |
| Aztec Code                                                |
| Small Aztec Code                                          |
| Bullseye                                                  |
| Codablock                                                 |
| Code 1                                                    |
| Code 16K                                                  |
| Code 49                                                   |
| Color code                                                |
| CP Code                                                   |
| DataGlyphs Arkiveret 16. oktober 2006 hos Wayback Machine |
| Datamatrix                                                |
| Datastrip Code                                            |
| Dot Code A                                                |
| EZ                                                        |
| HueCode                                                   |
| INTACTA.CODE                                              |
| MaxiCode                                                  |
| MiniCode                                                  |
| PDF417                                                    |
| Micro PDF417                                              |
| QR Code                                                   |
| Semacode                                                  |
| SmartCode                                                 |
| Snowflake Code                                            |
| SpotCode                                                  |
| SuperCode                                                 |
| UltraCode                                                 |
| VeriCode, VSCode                                          |

## Forkortelser, akronymer, ordforklaringer
- EAN: European Article Numbering – UCC: Uniform Code Council
- AIDC: Auto ID Data Capture, opsamling af data som derpå automatisk overføres til et computersystem

Auto ID Center er et globalt samarbejde mellem universiteter og virksomheder, der bl.a. udvikler standarder for den Elektroniske Produkt Kode (EPC)
- ISBN: International Standard Book Number – ISSN: International Standard Serial Number

Dansk vejledning vedr ISBN/EAN Arkiveret 27. september 2007 hos  Wayback Machine – Hvad er ISBN Arkiveret 27. september 2007 hos  Wayback Machine
- GTIN: Global Trade Item Number
- ISO: International Organization for Standardization – OCR: Optical character recognition
- ASCII: American Standard Code for Information Interchange
- "bull's-eye" kode: med koncentriske stregkoder
- RFID er en forkortelse for teknologien Radio Frequency IDentification, der bruges til at identificere fysiske objekter. Et RFID-system består typisk af objekter forsynet med en lille chip – et såkaldt tag – der kan aflæses af en RFID-læser. ...
- Engelsk: barcode symbologies – Dansk: stregkodesymboler

## Eksterne links
Hvordan stregkoder virker, og de forskellige typer
- En komplet liste over de forskelige stregkoder med stregkode eksempler. (Engelsk)
- Hvordan EAN13 virker (Engelsk) Arkiveret 14. januar 2016 hos  Wayback Machine

Stregkodens historie i forskellige udgaver
- Engelske:Barcodes Sweep the World Arkiveret 3. september 2016 hos  Wayback Machine – History of Barcodes Arkiveret 6. februar 2006 hos  Wayback Machine (mere læsevenlig) – The History of Bar Codes Arkiveret 16. februar 2006 hos  Wayback Machine(kort) – Bar Code History – Barcodes — The History of Bar Code (Webside ikke længere tilgængelig) – BarCode Education » History of Barcodes
- Danske: ved Peter Hesseldahl – Stregkodens afløser

Organisationer
- EAN officiel website – knytter næsten 100 nationale EAN organisationer sammen.
- Danske: EAN-Danmark – Uniform Code Council (dansk)

Vejledninger, OSS/FAQ (Ofte Stillede Spørgsmål), tutorials
- Barcode Basics Arkiveret 7. marts 2006 hos  Wayback Machine – Online Barcode Tutorial – Online tutorials of Barcode Creator – Azelea FAQ Arkiveret 15. marts 2006 hos  Wayback Machine – Interleaved 2 of 5 ITF Barcode FAQ & Tutorial – The Barcode FAQ Arkiveret 15. marts 2006 hos  Wayback Machine – Barcode.com – Barcode Island Arkiveret 21. februar 2006 hos  Wayback Machine – List of 2D symbologies Arkiveret 3. november 2008 hos  Wayback Machine – Objective-C barcode camera recognition code (Webside ikke længere tilgængelig)
- Danske: RDFI Vidensbank, dansk Arkiveret 6. februar 2006 hos  Wayback Machine – Dansk EAN FAQ – Dansk FAQ til EAN-UCC systemet – Dansk vejledning vedr ISBN/EAN Arkiveret 27. september 2007 hos  Wayback Machine

Fremstilling af stregkoder, Barcode Generators
- Barcode Generator Arkiveret 13. juni 2006 hos  Wayback Machine i PostScript – Online barcode generator laver bitmaps – Free Online Barcode Generator – Free ISBN (Bookland EAN) Online Bar Code Symbol Generator Arkiveret 2. marts 2006 hos  Wayback Machine
- Stregkode-programmel på Curlie (som bygger videre på Open Directory Project)
- Stregkoder til Excel Arkiveret 19. marts 2006 hos  Wayback Machine
- Barcode Printing Capabilities to Windows Applications Arkiveret 15. marts 2006 hos  Wayback Machine
- BarcodeRobot -http://barcoderobot.com/

Relaterede Wikipedia artikler på andre sprog
- Barcode scanner – Barcodelesegerät – Barcode printer – OCR: Optical character recognition – Code_128, med links til tutorials – European Article Numbering-Uniform Code Council – European Article Numbering-Uniform Code Council

Ordlister over fagudtryk, terminologi
- Comprehensive Barcode Glossary Arkiveret 27. februar 2006 hos  Wayback Machine